# Epithema
Epithema là một chi thực vật trong họ Gesneriaceae, chứa khoảng 20 loài thực vật thân thảo chủ yếu sinh sống trên đá. Tại Đông Á và Đông Nam Á nó sinh sống chủ yếu trên đá vôi và ở mức độ ít hơn là granit hay sa thạch. Tại châu Phi, Ấn Độ và Myanmar (khu vực không bán đảo) nó sinh sống trên đá núi lửa và đất. Các loài cần bóng râm và độ ẩm cao, vì thế thường thấy trên hay gần các lối ra vào hang động, trên các tảng đá trong rừng hay gần hoặc trong các con suối.

## Khu vực phân bố
Tập trung trong khu vực Nam Á, Đông Á và Đông Nam Á như Ấn Độ, Sri Lanka, Nepal, miền nam Trung Quốc, Myanmar, Thái Lan, Việt Nam, Campuchia, Lào, Đài Loan, Malaysia, Indonesia, Philippines, quần đảo Solomon. Một loài (Epithema tenue) sinh sống trong khu vực nhiệt đới miền trung châu Phi (Cameroon, Cộng hòa Trung Phi,Cộng hòa Dân chủ Congo, Guinea Xích đạo, Guinea, Bờ biển Ngà, Liberia, Sierra Leone, Uganda) .

## Đặc điểm
Giống như các loài khác trong phân họ Didymocarpoideae, Epithema có lá mầm không đều và các lá mầm này sớm héo rụng. Lá thật sự ở thấp nhất là đơn độc và trông giống như lá mầm to tìm thấy ở các chi khác, như Monophyllaea. Phần lớn các loài đều có thân, nhưng một số có thân rất ngắn với các lá mọc từ rất sát mặt đất, vì thế trông chúng giống như không có thân (như E. dolichopodum, E. longipetiolatum, E. philippinum, E. rennellense và E. strigosum). Một loài (E. sarawakense) phát triển theo kiểu bò lan ngổn ngang và một loài (E. horsfieldii) là một lá trong phần lớn khu vực phân bố của nó.
Kiểu sắp xếp lá cũng thay đổi tùy loài. Các loài có thân có thể có lá mọc đối hay đơn độc có/không cuống. Phần lớn các loài không thân có lá không tạo cặp đôi. Cụm hoa của Epithema bị suy giảm thành một lá bắc trên một cụm hoa, phát sinh từ cụm xim phức tạp hơn với vài lá bắc trên vài cụm hoa trong vị trí so le. Biểu hiện bề ngoài của chúng là xim hoa dích dắc nhỏ nhiều hoa. Các hoa sắp xếp thành hàng, thuần thụ theo trật tự từ đáy tới đỉnh cụm hoa. Cuống hoa ngắn 5-7,5 mm. Đài hoa gồm 5 lá đài, hợp nhất từ đáy tới 1/2 hoặc 2/3 chiều dài lá đài, đối xứng tỏa tia, bền và phình to khi hoa thuần thục để tạo ra đế hoa cho quả nang có nắp. Đài hoa non nói chung thuôn dài hay hình trứng ngược và trở thành giống hình chuông khi thuần thục. Các thùy thẳng hay tam giác. Tràng hoa gồm một ống tràng và 5 thùy tràng rời chia thành 2 môi, môi trên nhỏ hơn gồm 2 thùy và môi dưới lớn hơn gồm 3 thùy. Ống tràng dài khoảng 2/3-3/4 chiều dài tràng hoa. Màu tràng hoa cũng thay đổi tùy loài. Hoa có thể có màu trắng hay hồng nhưng thường thì ống tràng màu trắng và các thùy có màu từ lam tới tím. Hoa của nhiều loài có đốm tía không đều ở gốc thùy hay trên họng trên.
Bộ nhị gồm 2 nhị sinh sản và 2 nhị lép, đều không lông. Nhiều loài trong họ Gesneriaceae có nhị lép thứ ba ở giữa, nhưng không thấy có ở Epithema. Các bao phấn dính liền ở đỉnh. Tuyến mật gồm 1-3 thùy rời rạc. Bầu nhụy thượng, hình cầu hay trụ và có 1 ngăn. Kiểu đính noãn là ở đỉnh, với 2 thực giá noãn có cuống ở hai bên của bầu nhụy. Đầu nhụy 2 thùy, được che phủ bởi các nhú nhỏ dài khoảng 0,1mm. Vòi nhụy có/không lông (nếu có thì dài 0,04-0,3 mm), mảnh dẻ, chèn vào bầu nhụy ở tâm của mép trên của bầu nhụy. Quả là quả nang có nắp hoặc nứt theo đường vòng, thuôn dài, hình trứng ngược hay gần như hình cầu, chứa nhiều hạt nhỏ màu nâu nhạt hay sẫm.

## Lịch sử phân loại
Chi này được Blume mô tả lần đầu tiên năm 1826 với một loài (Epithema saxatile). Năm 1832, Robert Brown mô tả chi Aikinia với loài duy nhất là Aikinia brunonis Wall., 1832, nhưng năm 1834 Joseph Decaisne đã chỉ ra rằng Aikinia chỉ là đồng nghĩa của Epithema. Bentham (1835) và Spanoghe (1841) bổ sung các danh pháp mới cho Epithema, nhưng George Don (1838) vẫn tiếp tục sử dụng tên gọi Aikinia và coi Epithema chỉ là đồng nghĩa, chuyển Epithema carnosum thành Aikinia carnosa. Tuy nhiên, các tác giả sau này đã công bố các xử lý chính xác cho tên gọi Epithema. Các ấn bản chính về chi này bao gồm 2 xử lý trọn vẹn cho Epithema (Candolle, 1845 và Clarke, 1883). Candolle (1845) đưa ra 5 loài còn Clarke (1883) là 6 loài, trong đó 5 ở châu Á và 1 ở châu Phi. Mô tả của Clarke (1883) cũng bao gồm 8 thứ mới và 1 tổ hợp thứ mới. Sau năm 1883 có các mô tả bổ sung và miêu tả các đơn vị phân loại mới (Henriques, 1892; Chevalier, 1912; Merrill, 1916; Ohwi, 1943; Burtt, 1958; Kiew, 1985; Ying, 1992; Li & Kao, 1998; Wang et al., 1998) và một tập hợp các ấn bản ngắn gọn nhưng hợp lệ của 9 đơn vị phân loại và tổ hợp tên gọi mới do Hilliard & Burtt (1997) công bố với mục tiêu sửa đổi chính xác chi này, nhưng đáng tiếc là cho tới năm 2016 vẫn chưa được hiện thực hóa.
Không dễ phân biệt các loài của chi Epithema. Clarke (1883) từng gợi ý rằng 5 loài châu Á đã biết khi đó có thể chỉ được công nhận như là một loài. Nhiều loài rất giống nhau và có rất ít đặc trưng tốt để chia tách chúng do các đặc điểm sinh dưỡng lẫn sinh trưởng đều có thể có biến động. Cụ thể, các loài châu Á đại lục là rất giống nhau và khó chia tách.
Tên gọi Epithema là danh từ Latin giống trung chứ không phải giống cái như nhiều người lầm tưởng. Chẳng hạn, Clarke (1883) đã mô tả một vài thứ mới với tên gọi thuộc giống cái. Các tên gọi này vì thế cần được sửa đổi cho phù hợp với định danh giống trung.

## Các loài
Danh sách các loài dưới đây lấy theo Bransgrove & Middleton (2015)
- Epithema benthamii C.B.Clarke, 1883 (đồng nghĩa: E. brunonis var. scabridum, E. calcicola): Phân bố tại Indonesia, Philippines.
- Epithema carnosum Benth., 1835: Phân bố tại Ấn Độ, Lào, Myanmar, Nepal, Thái Lan, Trung Quốc, Việt Nam (Bắc Kạn, Hà Giang).
- Epithema ceylanicum Gardner, 1846 (= Epithema zeylanicum Gardner, 1846?, đồng nghĩa: E. brunonis var. fasciculatum, E. dentatum, E. dentatum subsp. hispidum, E. taiwanense, E. taiwanense var. fasciculatum): Phân bố tại Ấn Độ (cả quần đảo Andaman), Campuchia, Đài Loan, Myanmar, Philippines, Sri Lanka, Thái Lan, Việt Nam (Lạng Sơn).
- Epithema dolichopodum Hilliard & B.L.Burtt, 1997: Phân bố tại Malaysia, Philippines.
- Epithema horsfieldii (R.Br.) DC., 1845: Phân bố tại Indonesia, Timor Leste.
- Epithema involucratum (Roxb.) B.L.Burtt, 1958 (đồng nghĩa: Aikinia brunonis, E. brunonis, E. brunonis var. violaceum): Phân bố tại Indonesia, Timor Leste.
- Epithema longipetiolatum (Merr.) Hilliard & B. L. Burtt, 1997 (đồng nghĩa: E. brunonis var. longipetiolatum): Phân bố tại Indonesia.
- Epithema longitubum Hilliard & B.L.Burtt, 1997: Phân bố tại Indonesia.
- Epithema madulidii Hilliard & B.L.Burtt, 1997: Phân bố tại Phillipines.
- Epithema membranaceum (King) Kiew, 1985: Phân bố tại Indonesia, bán đảo Mã Lai, Thái Lan.
- Epithema parvibracteatum Hilliard & B.L.Burtt, 1997: Phân bố tại bán đảo Mã Lai.
- Epithema philippinum (Hilliard & B.L.Burtt), 1997: Phân bố tại Philippines.
- Epithema pusillum (C.B.Clarke) Bransgrove, 1997 (đồng nghĩa: E. dentatum var. pusillum): Phân bố tại Ấn Độ.
- Epithema rennellense Hilliard & B.L.Burtt, 1997: Phân bố tại quần đảo Solomon (đảo Rennell).
- Epithema sarawakense Hilliard & B.L.Burtt, 1997: Phân bố tại Indonesia, Malaysia.
- Epithema saxatile Blume, 1826. Loài điển hình của chi. Phân bố tại Indonesia, Malaysia, Myanmar, Thái Lan. Có thể có ở Việt Nam (Đồng Nai, Gia Lai).
- Epithema steenisii Hilliard & B.L.Burtt, 1997: Phân bố tại Indonesia.
- Epithema strigosum (C.B.Clarke) Hilliard & B.L.Burtt, 1997 (đồng nghĩa: E. brunonis var. strigosum): Phân bố tại Indonesia.
- Epithema tenerum (C.B.Clarke) Hilliard & B.L.Burtt, 1997 (đồng nghĩa: E. brunonis var. tenerum): Phân bố tại Indonesia.
- Epithema tenue  C.B.Clarke, 1883: Phân bố tại Guinea, Sierra Leone, Liberia, Ivory Coast, Nigeria, Cameroon, Guinea Xích đạo, Gabon, Sao Tome & Principe, CHDC Congo, Uganda, Nam Sudan.

Danh sách này hơi khác với danh sách do The Plant List cung cấp ở các điểm sau:
- The Plant List công nhận loài E. calcicolum Ohwi, 1943 (= E. calcicola Ohwi, 1943), nhưng Bransgrove & Middleton (2015) coi nó là đồng nghĩa của E. benthamii C.B.Clarke, 1883
- The Plant List công nhận loài E. dentatum (C.B.Clarke) Hilliard & B.L.Burtt, 1997 với phân loài hispidum và thứ pusillum, nhưng Bransgrove & Middleton (2015) coi chúng tương ứng là đồng nghĩa của E. ceylanicum Gardner, 1846 và E. pusillum (C.B.Clarke) Bransgrove, 1997.
- The Plant List công nhận loài E. taiwanense S.S. Ying, 1992 với thứ fasciculatum (nguyên bài báo gốc là E. taiwanensis và E. taiwanensis var. fasciculata), nhưng Bransgrove & Middleton (2015) coi chúng là đồng nghĩa của E. ceylanicum Gardner, 1846.
- The Plant List công nhận loài E. taiwanensis S.S. Ying, 1992
- The Plant List công nhận loài E. zeylannicum Gardner, 1846 trong khi Bransgrove & Middleton (2015) ghi nhận E. ceylannicum Gardner, 1846. Có lẽ đây chỉ là cách ghi chính tả mà thôi.

### Tại Việt Nam
Sách Cây cỏ Việt Nam An Illustrated Flora of Vietnam, quyển 3, in lần thứ hai, Nhà XN Trẻ, 1999, trang 28, mục từ 7812 của Phạm Hoàng Hộ ghi nhận loài Epithema brunonis Bl. với tên gọi thượng tiển (có thể là tiễn, do tác giả là người miền nam nên có thể có sự lẫn lộn dấu hỏi với dấu ngã ở đây). Ông mô tả loài này như sau: 
Cỏ cao 2-40 cm. Lá mọc đối; phiến hình tim, đầu tà, bìa gần nguyên hay có răng to, có lông mịn, gân phụ 7-9 cặp; cuống dài 2-5 cm. Cọng phát hoa dài đến 18 cm; tụ tán đơn phân giống hoa đầu; lá dài đều, thon nhọn, có lông; vành lam hay trắng, gần như đều, dài 8 mm; tiểu nhụy thụ 2. Nang tròn, to 2 mm; hột rất nhỏ. Núi Dinh, núi vùng Hà Tiên; III.
Herb to 40 cm high; limb pubescent; flowers white or blue; capsules globulous, 2 mm large.
Trong khi đó botanyvn.com ghi nhận 2 loài là E. brunonis Blume với tên gọi thượng tiền và E. involucratum (Roxb.) B.L.Burtt (chưa/không có tên tiếng Việt, có kèm ảnh). Tuy nhiên, tra cứu IPNI thì không có danh pháp E. brunonis Blume mà chỉ có E. brunonis (Wall.) Decne., 1834, hiện nay được coi là đồng nghĩa của Epithema involucratum (Roxb.) B.L.Burtt, 1958.
Carl Ludwig Blume chỉ mô tả 1 loài duy nhất cho chi Epithema là E. saxatile, kết hợp với các tổng hợp, diễn giải của Bransgrove & Middleton (2015) thì loài mà tác giả Phạm Hoàng Hộ đề cập tới có lẽ chính là Epithema saxatile.

## Phát sinh chủng loài
Epithema có quan hệ chị em với nhánh gồm Loxonia và Stauranthera. Chúng cùng nhau hợp thành nhánh có quan hệ chị em với nhánh gồm Monophyllaea và Whytockia. Tất cả các chi này tạo thành một nhánh có quan hệ chị em với Rhynchoglossum.